# Protocalliphora asiovora
Protocalliphora asiovora is een vliegensoort uit de familie van de bromvliegen (Calliphoridae). De wetenschappelijke naam van de soort is voor het eerst geldig gepubliceerd in 1924 door Shannon and Dobroscky.